# Iveco EuroTech
L'Iveco Eurotech est un camion de la gamme lourde du constructeur italien Iveco de Turin.

## Historique
C'est en 1992 que la gamme Iveco TurboStar/TurboTech, dont la dernière série a été présentée en 1989, est remplacée par la toute nouvelle gamme EuroStar/Eurotech, qui a recueilli les faveurs des entreprises de transport de toute l'Europe, dès son lancement. 
Grâce à ce modèle, Iveco remporta le prix « Camion International de l'Année » en 1993, pour la seconde fois consécutive, après l'énorme succès remporté par la gamme moyenne Eurocargo.

## La gamme EuroStar/Eurotech
La gamme comprenait deux versions distinctes :
- EuroStar, camion de haut de gamme avec une cabine route longs trajets et couchette, destinée aux transports internationaux, avec une motorisation de pointe pour des attelages au maximum des législations, 44t en Italie, 60t aux pays Bas et jusqu'à 120t en Australie.
- EuroTech, camion de même classe mais avec un niveau de confort moindre étant particulièrement destiné au transport local lourd. Il serait plus juste de parler d'une gamme Eurotech tant la diversité de modèles proposés était vaste.

Initialement proposé avec six motorisations différentes, trois configurations, un vaste choix de boîtes de vitesses et trois cabines différentes, du nom de Multi-Purpose et conçue par le designer Italien Giorgetto Giugiaro.

## La production de l'Iveco EuroTech
La fabrication de la gamme Iveco EuroTech a été développée dans de nombreux pays :
- Italie, dans l'usine Fiat-SPA de Stura, en banlieue de Turin,
- Allemagne, dans l'usine Iveco d'Ulm,
- Espagne, dans l'usine Iveco Pegaso de Madrid,
- Turquie, dans l'usine Otoyol,
- Argentine, dans l'usine Iveco Argentina à partir de 1995, avec les mêmes caractéristiques que les versions européennes, moteurs Fiat 8210-42 pour la première série et Iveco Cursor 8 - F2BE0681B Common rail à partir de 1999. En Argentine, la série lourde est aussi proposée en version 6x4 pour porteur PTC de 32 tonnes et tracteur PTRA de 45 tonnes.
- Brésil, dans l'usine Iveco do Brazil, dans les mêmes configurations qu'en Argentine,
- Australie, dans l'usine Iveco Australia

La gamme EuroTech est aussi assemblée en Tunisie par le constructeur local, la STIA, au Nigeria dans l'usine Iveco locale et en Afrique du Sud.
La gamme Iveco EuroTech a été remplacée par les versions lourdes des Iveco EuroCargo et la gamme Iveco Stralis avec cabine AT.